# شیشه سیلیسی

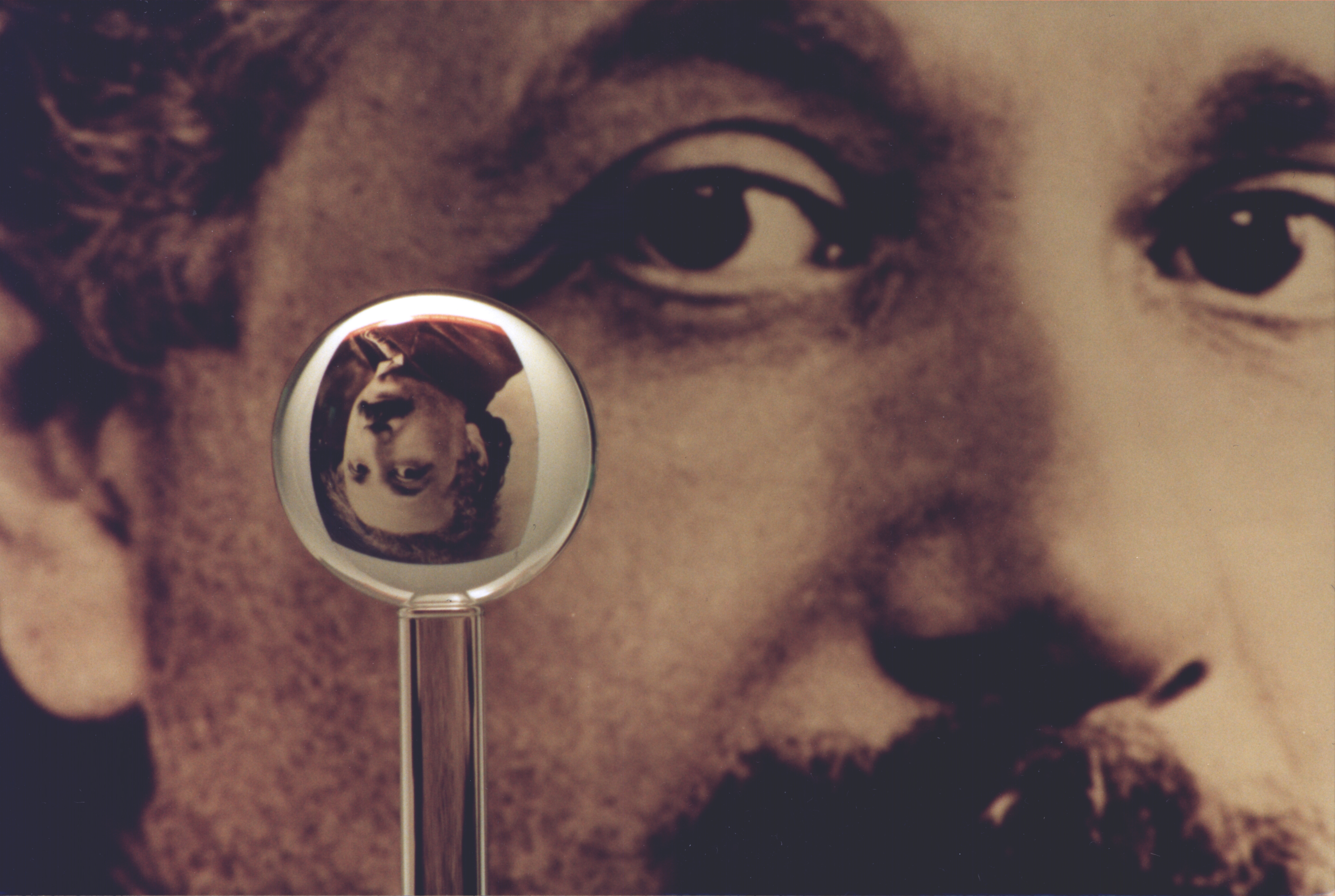
کره‌ای از شیشه سیلیسی ساخت NASA که در ژیروسکوپی برای آزمایش حسگر گرانش بی بکار رفته است. این کره یکی از دقیق‌ترین کره‌هایی است که توسط بشر ساخته شده است که اختلاف آن با کره کامل از ۴۰ اتم در ضخامت تجاوز نمی‌کند. تصور می‌شود تنها ستاره‌های نوترونی از این کره صاف‌تر باشند.

شیشه سیلیسی یا سیلیس آمورف، یک نوع شیشه تک‌جزئی است که از سرد کردن سریع سیلیس مذاب به‌وجود می‌آید.شیشه سیلیسی یا شیشه کوارتزی شیشه ای است که از سیلیس به شکل آمورف (غیربلوری) تشکیل شده است. تفاوت آن با شیشه های سنتی در عدم وجود ماده دیگری است که معمولاً برای کاهش دمای ذوب به شیشه اضافه می شوند.شیشه سیلیسی هم چنین دمای کار و دمای ذوب بالایی هم دارد.  گرچه از اصطلاح شیشه کوارتزی وشیشه سیلیسی به جای یکدیگر استفاده می شود ، اما ویژگی های نوری و حرارتی شیشه سیلیسی به دلیل خلوص آن از شیشه کوارتزی و انواع دیگر شیشه برتر است. به همین دلایل ، در مواردی مانند ساخت نیمه هادی و تجهیزات آزمایشگاهی از آن استفاده می شود.شیشه سیلیسی ماوراءبنفش را بهتر از سایر شیشه ها منتقل می کند ، بنابراین برای ساخت لنزها و شیشه عینک ها برای طیف ماوراءبنفش استفاده میشود.

## ویژگی‌ها
شیشه سیلیسی در مقایسه با سایر انواع شیشه‌ها، دارای پایین‌ترین ضریب انبساط حرارتی و بیشترین شوک‌پذیری حرارتی است. ضریب انبساط حرارتی بسیار کم شیشه سیلیسی، توانایی چشمگیری برای آن در ایجاد تغییرات سریع دما بدون ترک ایجاد می کند. این ماده هم چنین دارای مقاومت شیمیایی و سختی بالایی است. چگالی این نوع شیشه در حدود ۲/۲ گرم بر سانتی‌متر مربع می‌باشد.

## انواع
شیشه سیلیسی در دو نوع کدر و شفاف تولید می‌شود. شیشه سیلیسی کدر حاوی حباب‌های زیادی با قطر ۰۰۵/۰ تا ۲/۰ نانومتر است. شیشه‌های سیلیسی شفاف معمولاً از کریستال‌های خالص کوارتز ساخته می‌شود و دارای خلوص بسیار بالاتری نسبت به شیشه سیلیسی کدر می‌باشد. کوارتز ذوب شده به طور معمول شفاف است. اگر اجازه داده شود حباب های کوچک هوا درون آن محبوس شوند ، می تواند شیشه ی مات شود.محتوای آب (و در نتیجه انتقال مادون قرمز   کوارتز و سیلیس ذوب شده) توسط فرآیند تولید تعیین می شود.مواد ذوب شده با شعله به دلیل ترکیبی از هیدروکربن ها و اکسیژن سوخت کوره ، و هم چنین  تشکیل گروه های هیدروکسیل [OH]، همیشه محتوای آب بیشتری دارند.

## کاربردها

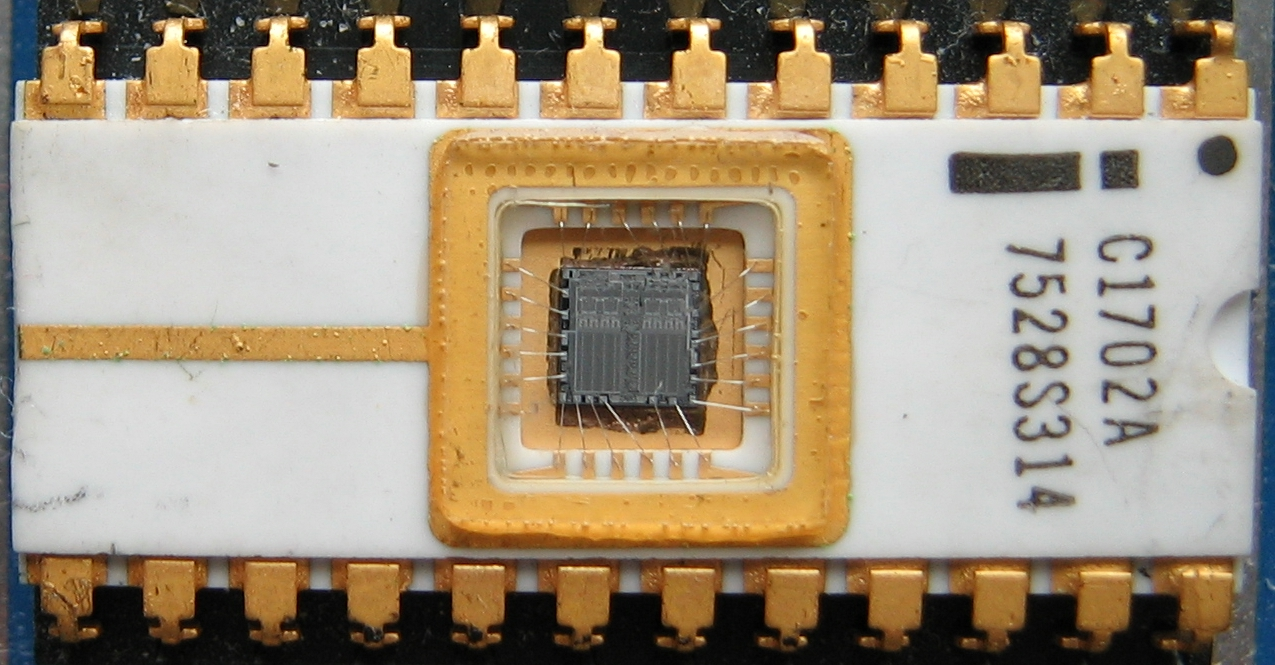
شیشه سیلیسی

در بسیاری از کاربردهای شیشه سیلیسی از دامنه گسترده ی آن از UV تا IR، استفاده می شود.
سیلیس ذوب شده ماده اصلی برای فیبر نوری است که برای ارتباطات از راه دور استفاده می شود.
از این ماده به دلیل استحکام و نقطه ذوب زیاد (در مقایسه با شیشه معمولی) به عنوان پوشش لامپهای هالوژن و لامپهای تخلیه با شدت زیاد استفاده می شود که برای دستیابی به روشنایی بالا و ماندگاری طولانی باید در دمای  بالا کار کند. لوله های خلا با پوشش سیلیس مجاز به خنک سازی تابشی توسط آندهای رشته ای هستند.
از سیلیس ذوب شده یا شیشه سیلیسی برای ایجاد پنجره های فضاپیماهای سرنشین دار از جمله شاتل فضایی و ایستگاه فضایی بین المللی نیز استفاده می شود.
ترکیبی از استحکام ، ثبات حرارتی و شفافیت UV باعث می شود که آن یک بستر عالی برای ماسک های فوتولیتوگرافی باشد.
شفافیت اشعه ماورا بنفش یا UV باعث میشود در صنعت نیمه هادی نیز کاربرد داشته باشد. 
EPROM یا حافظه خواندنی، قابل برنامه ریزی و قابل پاک شدن ، نوعی تراشه حافظه است که با خاموش شدن منبع تغذیه ، داده های خود را حفظ می کند ، اما با قرار گرفتن در معرض نور ماورابنفش قوی حافظه اش پاک می شود. که یکی از کاربردهای شیشه سیلیسی، استفاده از آن در این حافظه خواندنی است.
هم چنین به دلیل پایداری و ترکیب حرارتی شیشه سیلیسی ، از آن در ذخیره سازی داده های نوری پنج بعدی و در کوره های ساخت نیمه هادی استفاده می شود.
شیشه سیلیسی یا کوارتز ذوب شده تقریباً خصوصیات ایده آل برای ساخت آینه هایی مانند  آینه های مورد استفاده در تلسکوپ ها را نیز دارد.این ماده به روشی قابل پیش بینی رفتار می کند و به سازنده نوری اجازه می دهد تا یک پوشش بسیار صاف بر روی سطح قرار دهد و با تکرار آزمایش کمتر شکل مورد نظر را تولید کند.
شیشه سیلیسی هم چنین می تواند به عنوان بستری برای مدارهای مایکروویو با دقت بالا ، متالیزه و اچ شود ، ثبات حرارتی شیشه سیلیسی باعث می شود گزینه مناسبی برای فیلترهای باند باریک و کاربرد های مشابه باشد. ثابت دی الکتریک پایین تر از آلومینا اجازه می دهد تا باندهای امپدانس بالاتر یا لایه های نازک تری ایجاد شود.
شیشه سیلیسی همچنین ماده ای است که برای سازهای شیشه ای مدرن مانند چنگ شیشه ای استفاده می شود.

### کاربردهای نسوز
سیلیس ذوب شده  به عنوان ماده اولیه صنعتی برای ساختن اشکال مختلف نسوز مانند غلتک ها برای بسیاری از فرآیندهای حرارتی با درجه حرارت بالا از جمله ساخت فولاد ، ریخته گری و ساخت شیشه استفاده می شود.
اشکال نسوز ساخته شده از شیشه سیلیسی از مقاومت در برابر شوک حرارتی بسیار خوبی برخوردار هستند و از نظر شیمیایی نسبت به اکثر عناصر و ترکیبات ، از جمله اکثر اسیدها غیر فعال است ( به جز هیدروفلوئوریک اسید ، که حتی در غلظت های نسبتاً کم نیز بسیار واکنش پذیر است.)
از لوله های سیلیس ذوب شده شفاف معمولاً برای پوشاندن عناصر الکتریکی در گرم کننده ها ، کوره های صنعتی و سایر کاربردهای مشابه استفاده می شود.
هم چنین به دلیل میرایی مکانیکی کم آن در دمای معمولی ، از آن برای تشدیدکننده های با کیفیت بالا استفاده می شود.
از ظروف شیشه ای کوارتز گاهی اوقات در آزمایشگاه های شیمی هنگامی که شیشه بور و سیلیکات نمی توانند درجه حرارت بالا را تحمل کند یا نیاز به انتقال UV زیاد است ، استفاده می شود. البته هزینه تولید به طور قابل توجهی بالاتر می شود و همین امر استفاده از آن را محدود می کند.

## ذوب
ذوب این نوع شیشه تقریباً در دمای ۱۶۵۰درجه سانتیگراد (۳۰۰۰ درجه فارنهایت) با استفاده از یک کوره برقی یا یک کوره سوخت گاز / اکسیژن انجام می شود.
سیلیس ذوب شده را می توان تقریباً از هر ماده شیمیایی غنی از سیلیکون تهیه کرد ، که معمولاً با استفاده از یک فرآیند مداوم که شامل اکسیداسیون شعله از ترکیبات سیلیکون فرار به دی اکسید سیلیکون و همجوشی گرمایی گرد و غبار حاصل میشود.و این فرایند منجر به تولید شیشه ای شفاف با خلوص فوق العاده بالا و انتقال نوری بهبود یافته می شود. هم چنین یک روش رایج در اینجا افزودن تتراکلرید سیلیسیم به شعله هیدروژن - اکسیژن است.

## تولید
شیشه سیلیسی توسط ذوب شن و ماسه سیلیسی با خلوص بالا که از بلورهای کوارتز تشکیل شده اند، تولید می شود.
در اینجا چهار نوع اساسی شیشه سیلیس تجاری وجود دارد:
نوع اول توسط ذوب القایی کوارتز طبیعی در خلا یا جو بی اثر تشکیل میشود.
نوع دوم با ذوب شدن پودر کریستال کوارتز در شعله ای با دمای بالا تولید می شود.
نوع سوم با سوزاندن SiCl4 در شعله هیدروژن و اکسیژن تولید می شود.
نوع چهارم با سوزاندن SiCl4 در شعله پلاسمای بدون بخار آب تولید می شود.
کوارتز فقط حاوی سیلیسیم و اکسیژن است ، اگرچه شیشه کوارتزی تجاری اغلب حاوی ناخالصی است و غالب ترین ناخالصی ها آلومینیوم و تیتانیوم هستند.

## خواص معمول شیشه سیلیسی
چگالی: ۲.۲۰۳ گرم بر سانتی متر مکعب
سختی: ۸.۸ گیگاپاسکال
سختی موس: ۵.۳ تا ۶.۵
استحکام کششی: ۴۸.۳ مگاپاسکال
استحکام فشاری: بیش از ۱.۱ گیگاپاسکال 
مدول بالک: ۳۷ گیگاپاسکال
مدول یانگ: ۷۱.۷ گیگاپاسکال
نسبت پواسون: ۰.۱۷
ظرفیت گرمایی ویژه: ۴۵.۳ ژول بر مول کلوین
دمای نرم شدن: ۱۶۶۵ درجه سانتی گراد
ثابت دی الکتریک: ۳.۷۵ در دمای ۲۰ درجه سانتی گراد